# Peter Jok
Kacoul Dut „Peter” Jok (ur. 30 marca 1994 w Rumbku) – południowosudański koszykarz, reprezentant kraju, olimpijczyk z Paryża 2024.

## Kariera

### Kariera reprezentacyjna
W 2023 otrzymał powołanie do reprezentacji Sudanu Południowego na mistrzostwa świata. W 2024 zagrał na Igrzyskach Olimpijskich w Paryżu.

### Kariera klubowa
W collegu (2013-2017) grał dla drużyny University of Iowa. Po jego ukończeniu rozpoczął profesjonalną karierę koszykarską. Występował w Northern Arizona Suns (D-League, sezony 2017–2019), we francuskim Cholet Basket (Pro A, sezon 2019–2020), w hiszpańskim UCAM Murcia CB (Liga ACB, sezon 2020–2021), ponownie w Cholet Basket (sezon 2021–2022), we francuskim Hermine Nantes Basket (Pro B, 2023), amerykańskim Sioux Falls Skyforce (NBA G League, sezon 2023–2024), w kanadyjskim Ottawa BlackJacks (Canadian Elite Basketball League, 2024) oraz w chorwackim Cibona Zagrzeb (A1 Liga, od 2024).

## Osiągnięcia

### Reprezentacja
- Współlider igrzysk olimpijskich w skutecznosci rzutów wolnych (2024 – 100%)[1]

## Życie prywatne
Jego ojciec Dut był generałem Ludowej Armii Wyzwolenia Sudanu i poległ w II wojnie domowej w Sudanie. Następnie jego rodzina wyemigrowała z Sudanu Południowego, by ostatecznie osiąść w Stanach Zjednoczonych.
Studiował zarządzanie sportem i rekreacją na University of Iowa.